# شتیپانوف ناد سوراتکوو
شتیپانوف ناد سوراتکوو (به لاتین: Štěpánov nad Svratkou) یک منطقهٔ مسکونی در جمهوری چک است که در ناحیه ژدار ناد سازاووو واقع شده‌است. شتیپانوف ناد سوراتکوو ۱۰٫۸۶ کیلومتر مربع مساحت و ۷۱۱ نفر جمعیت دارد و ۳۴۶ متر بالاتر از سطح دریا واقع شده‌است.